# Reserva índia Fort Apache
La reserva índia Fort Apache és una reserva índia a Arizona, Estats Units, comprenent parts dels comtats de Navajo, Gila, i Apache. És la llar de la tribu reconeguda federalment Tribu Apatxe White Mountain de la reserva Fort Apache, tribu dels apatxes occidentals. Té una àrea de 2.627,608 milles quadrades (6.805,474 km²) i una població de 12.429 persones segons el cens dels Estats Units del 2000. La comunitat més gran és Whiteriver.

## Geografia
La reserva índia Fort Apache és coberta en la seva major part per boscos de pins i és habitada per una varietat de bosc silvestre. Està situat al sud de Marge Mogollón. El punt més alt de la reserva és Baldy Peak, amb una elevació de 3.476 metres.

## Economia
La tribu opera el Sunrise ski resort i el Hon Dah Resort Casino. Té construït el Centre i Museu Cultural Apatxe, construït en l'estil tradicional d'una gowa.
Altres llocs d'interès dins de la reserva, com el Parc Històric Fort Apache, que compta amb 27 edificis de fortalesa històrica i un Districte Històric Nacional de 288 acres i altres llocs històrics. Les ruïnes Kinishba, un jaciment arqueològic (1150-1350) de la cultura Pueblo occidental, és un Monument Històric Nacional i es troba en les terres tribals properes en fideïcomís.

## Demografia
La demografia dels apatxes White Mountain és similara la dels pobles de la reserva índia de San Carlos, que està directament al sud. Igual que a San Carlos, l'ingrés familiar mitjà és de voltant de 14.000 dòlars, més de la meitat de la població viu per sota del llindar de pobresa.

## Comunitats
- Canyon Day
- Carrizo
- Cibecue
- East Fork
- Fort Apache
- Hondah
- McNary
- Rainbow City
- Seven Mile
- Whiteriver